# Kožany
Kožany – wieś (obec) na Słowacji położona w kraju preszowskim, w powiecie Bardejów. Pierwsze wzmianki o miejscowości pochodzą z roku 1427.
Według danych z dnia 31 grudnia 2016, wieś zamieszkiwało 114 osób, w tym 54 kobiety i 60 mężczyzn.

## Zabytki
- Drewniana greckokatolicka cerkiew Spotkania Pańskiego z 1760.